# Svoboda nade vše
Svoboda nade vše (v anglickém originále Freedom) je americký akční televizní seriál, jehož autorem je Hans Tobeason. Premiérově byl vysílán v roce 2000 na stanici UPN. Celkově bylo natočeno 12 dílů, ještě během první řady ale byl z důvodu nízké sledovanosti zrušen. V některých zemích byl uveden i původní pilotní díl s odlišným obsazením, který nebyl v USA vysílán.

## Příběh
V blízké budoucnosti nastanou pro Spojené státy těžké časy: propukne válka na Středním východě, vzrůstají domácí nepokoje, roste nezaměstnanost a bezdomovectví, země je ohrožována domácím terorismem. Navíc se zřítí letadlo Air Force One a prezident je pravděpodobně po smrti. Vládu proto převezmou vojáci, kteří nastolí stanné právo. Tím se domácí situace sice uklidní a občané mají opět dostatek jídla a základních potřeb, ovšem z USA se stane policejní stát. Malá skupina čtyř bývalých vojáků se proto přidá k odboji, který má za cíl obnovit vládu demokracie.

## Obsazení
- Holt McCallany jako Owen Decker
- Scarlett Chorvat jako Becca Shawová (v pilotním dílu jako Becca Asheová)
- Bodhi Elfman jako Londo Pearl
- Darius McCrary jako James Barrett
- Vincent Spano jako Cally Beach (pouze v pilotní dílu místo Owena Deckera)

## Vysílání
| Řada          | Díly          | Premiéra v USA  | Premiéra v USA    | Premiéra v ČR     | Premiéra v ČR   |
| Řada          | Díly          | První díl       | Poslední díl      | První díl         | Poslední díl    |
| ------------- | ------------- | --------------- | ----------------- | ----------------- | --------------- |
| původní pilot | původní pilot | nebylo vysíláno | nebylo vysíláno   | nebylo vysíláno   | nebylo vysíláno |
| 1             | 12            | 27. října 2000  | 22. prosince 2000 | 3. listopadu 2002 | 19. ledna 2003  |